# Frans Breuhaus de Groot

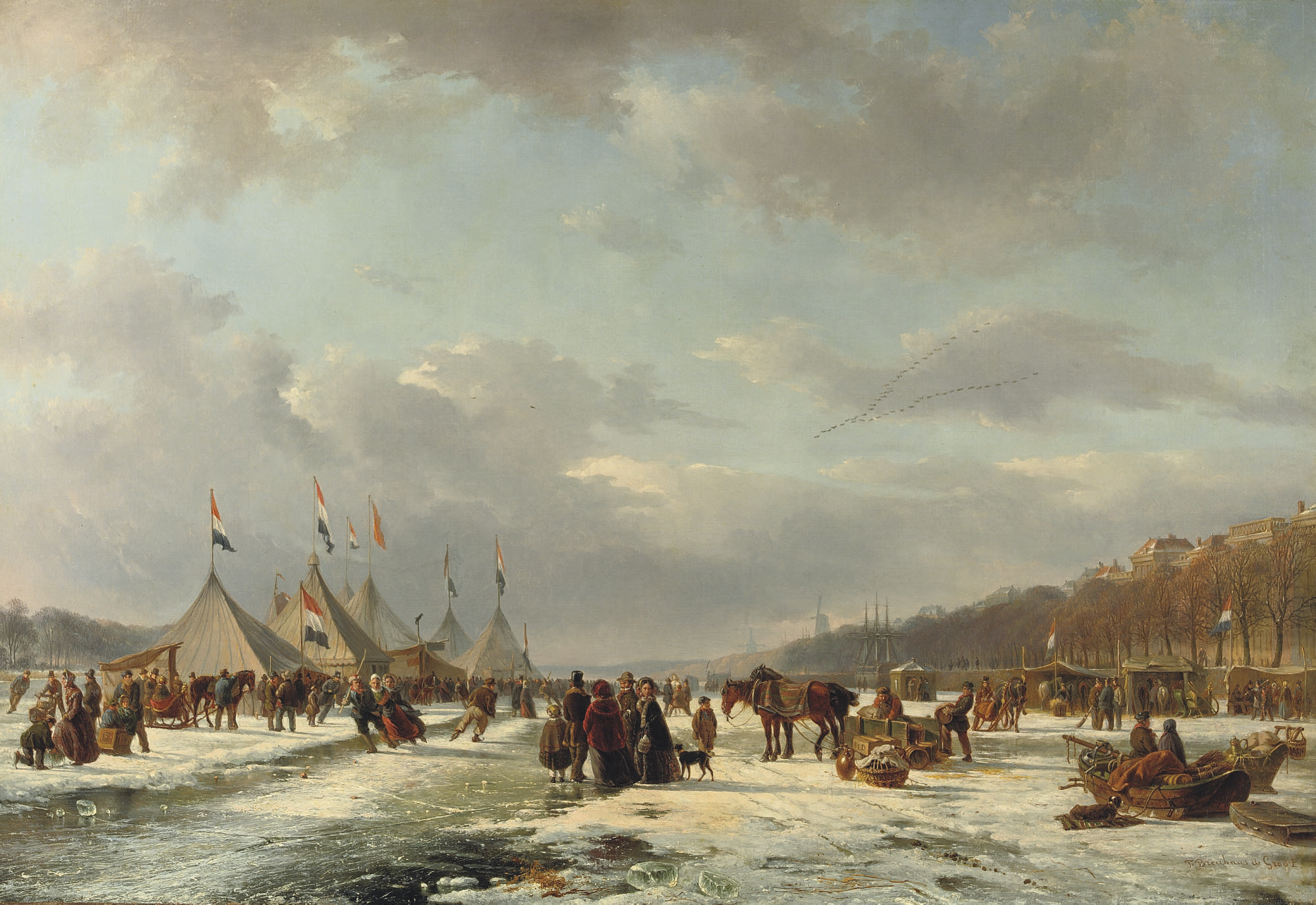
Feierlichkeiten auf dem Eis

Frans Breuhaus de Groot (* 6. April 1796 in Leiden; † 25. November 1875 in Den Haag) war ein niederländischer Maler, Radierer, Zeichner und Lithograf. 
Zuerst zum Zuckerbäcker ausgebildet, wurde er Schüler von Bartholomeus van den Broek und Andreas Schelfhout; erhielt auch einige Anweisungen von Albertus Jacobus Besters. 
Bis 1838 arbeitete er in Leiden, dann in Den Haag, unternahm mehrere Studienreisen nach Deutschland.
1845 wurde er Mitglied der Koninklijke Akademie van Beeldende Kunsten (Amsterdam).
Er malte, radierte, zeichnete und lithografierte Landschaften und einige Strand- und Seeansichten. 
Er gab den ersten Malunterricht seinem Sohn Frans Arnold Breuhaus de Groot, der später von 1839 bis 1847 an der Koninklijke Academie van Beeldende Kunsten in Den Haag studierte.

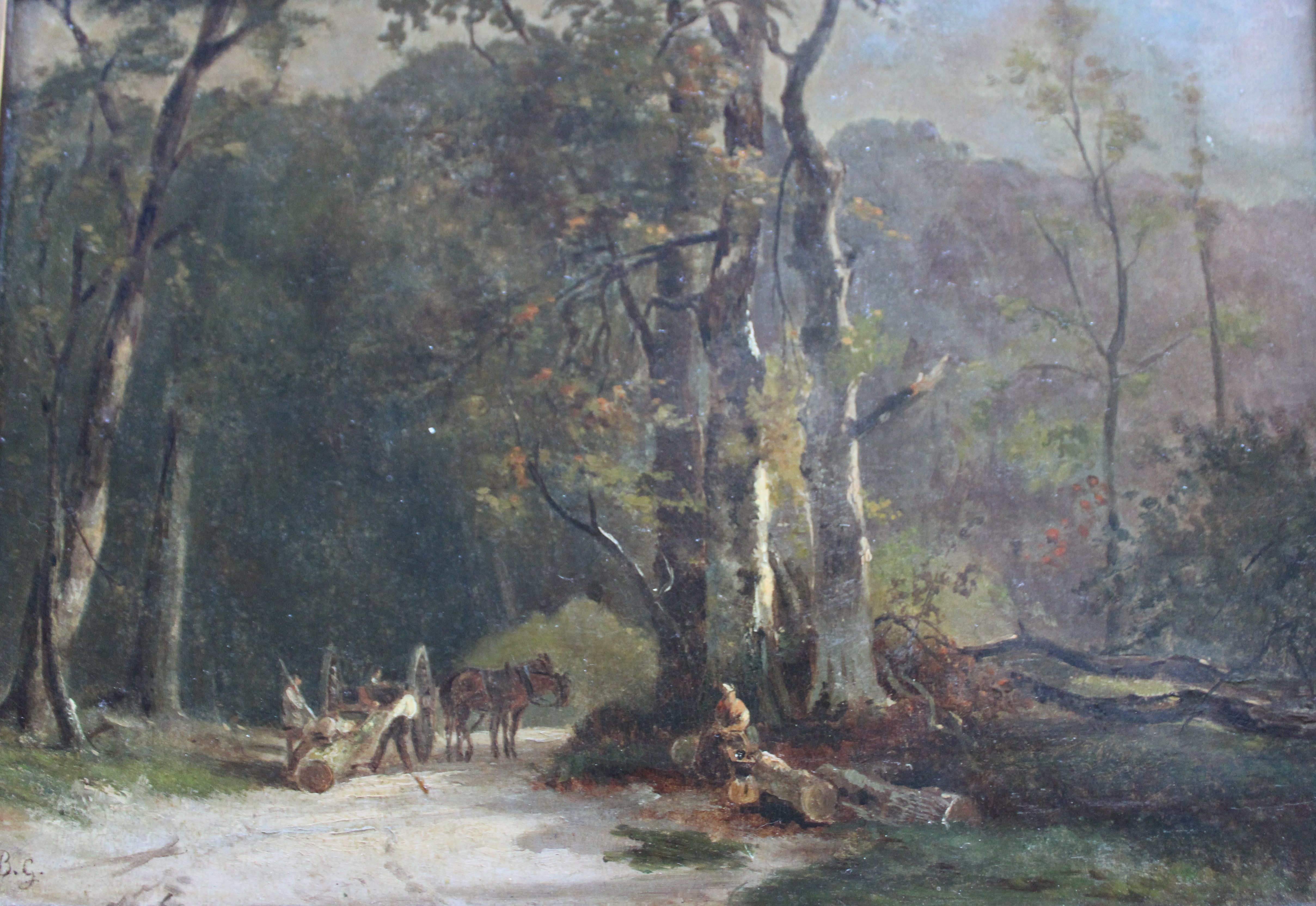
Waldarbeiter

Frans Breuhaus de Groot nahm von 1827 bis 1875 an Ausstellungen in Amsterdam und Den Haag teil.